# Вила Александра Павловића
Вила Александра Павловића се налази на Златибору, у општини Чајетина, подигнута је 1937. године. Зграда под називом Вила Председништва Владе представља непокретно културно добро као споменик културе (СК 190).
Вилу је подигао за себе и своју породицу Александар Павловић, предузимач и адвокат из Београда, по пројекту једног од водећих међуратних српских архитеката Милутина Борисављевића. После Другог светског рата кућа експрописана од нове власти и данас је враћена наследницима. Годинама је власник и корисник ове виле био РТС.